# Humoristisches Scherzo Nr. 9 für 4 Fagotte (Prokofjew)
Humoristisches Scherzo op. 12 Nr. 9 für 4 Fagotte (1915) ist ein kammermusikalisches Werk des russischen Komponisten Sergei Sergejewitsch Prokofjew, das eine eigene Bearbeitung eines der zehn Stücke für Klavier zu zwei Händen darstellt.

## Hintergrund
Das Humoristische Scherzo war ursprünglich für Klavier geschrieben und gehörte zur Sammlung der Zehn Stücke, op. 12 (Nr. 9). Bei seiner Umarbeitung für vier Fagotte (1912) entstand ein Werk, dem der Komponist ein Epigraph aus der Komödie Verstand schafft Leiden von Alexander Sergejewitsch Gribojedow voranstellte: „Und jener Krächzer, Würger, das Fagott...“. „Die Verbindung von vier Fagotten in derselben Stimmlage erzeugte einen komischen, für das Ohr ungewohnten Effekt.“ 1954 wurde das Stück auch in die Partitur zu Prokofjews Ballett Das Märchen von der steinernen Blume als Begleitmusik zum Tanz von Himmel und Bock aufgenommen.